# Headington
Headington is een buitenwijk van Oxford in het Verenigd Koninkrijk. Het was een zelfstandige gemeente tot 1929. De wijk ligt in het oosten van de stad, waar de uitvalsweg richting Londen de stad verlaat. De doorgaande route A420 uit het centrum heet Headington Road en gaat over in London Road. Headington ligt binnen de ringweg.

## Geschiedenis
Waarschijnlijk wordt Headington Hill, de heuvel waar de plaats op is ontstaan, al sinds het Stenen Tijdperk permanent bewoond. Archeologische ontdekkingen bij een opgraving in Barton Lane in 2001 suggereren een datum rond de 11e eeuw voor Christus. Bij de sloop na 2001 van de Manor Ground, het oude voetbalstadion van Oxford United (voorheen Headington United), werden scherven aardewerk gevonden die wijzen op een nederzetting in de IJzertijd rond 600 v.Chr.. Er zijn Romeinse munten gevonden uit de eerste tot en met de vierde eeuw, en Angelsaksische graven uit circa 500. Een Romeinse Romeinse keramiekoven, een grote oven uit de derde eeuw, nu een pronkstuk in het historisch museum van Oxford, laat zien dat de plaatselijke groeve toen ook al bekend was.
De naam Headington is Saksisch. De oorspronkelijke naam "Hedena's dun", de heuvel van Hedena, duidde op een jachtslot dat de koningen van Mercia er lieten bouwen toen de streek na de zesde eeuw in hun zuidelijke buitengewesten lag. De eerste geschreven bron van de naam is een document uit 1004, "written at the royal ville called Headan dune", waarin Ethelred II een stuk grond in Headington (inclusief de groeve) overdraagt aan een priorij.
Vanaf de heuvel heeft men een fraai uitzicht op de 'spires of Oxford', de ranke torenspitsen van de vele kerken van de middeleeuwse stad. Headington Hill is thans een park. Hier liet de familie Morrell in 1824 Headington Hill Hall bouwen, om er tot 1938 te blijven wonen. Mr en Mrs Herbert Morrell gaven er op 1 mei 1878 een gekostumeerd bal voor driehonderd gasten. Oscar Wilde verscheen als Prins Rupert met een pruimkleurige kniebroek en zijden kousen, en maakte zoveel indruk dat hij besloot het pak te kopen van het verhuurbedrijf om thuis in rond te lopen.

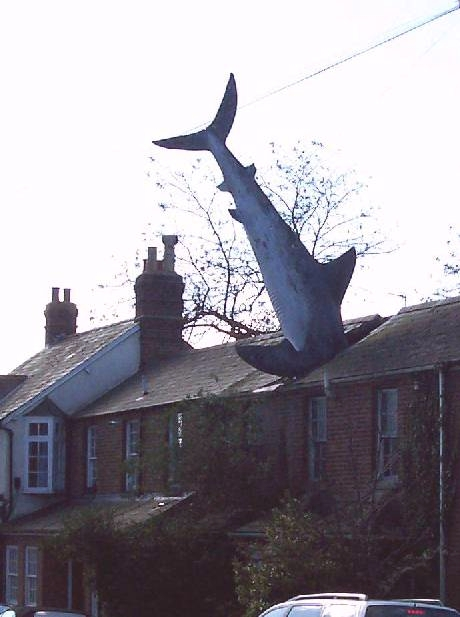
De Headington Shark, februari 2005.

De schrijver C. S. Lewis doceerde Engelse literatuur aan Magdalen College, een van de 39 colleges van de Universiteit van Oxford, van 1925 tot 1954, en woonde van 1930 tot aan zijn dood in 1963 in The Kilns, een landhuis in Risinghurst op 1½ km van Headington, maar inmiddels ook een woonwijk net buiten de ring. Hij werd begraven in de Holy Trinity Church van Headington. Zijn goede vriend J.R.R. Tolkien, professor Engels aan Merton College, woonde van 1953 tot 1968 aan de Sandfield Road in Headington.
De beroemdste bewoner is naar eigen zeggen van nog recenter datum. Op het adres New High Street 2 woont de Amerikaan Bill Heine, een radiopresentator voor BBC Radio Oxford en voormalig student aan Balliol College. Hij installeerde op 9 augustus 1986 een bijna 8 meter hoog en 204 kg zwaar sculptuur in glasvezel van een haai op het dak van zijn huis, alsof die uit de lucht was komen vallen en er frontaal was ingedoken.